# Moro (etnia)

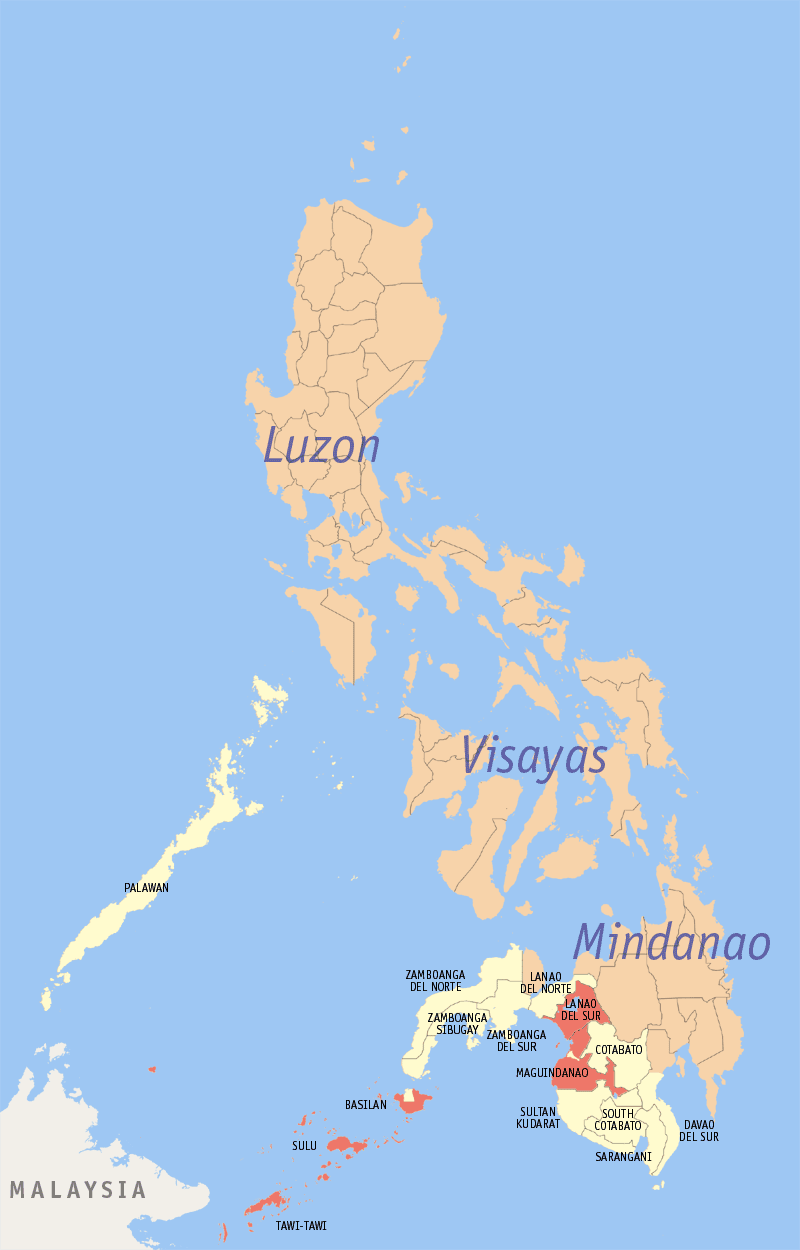
Território da Região Autónoma do Mindanau Muçulmano.
Extensão histórica das populações e governança moro.

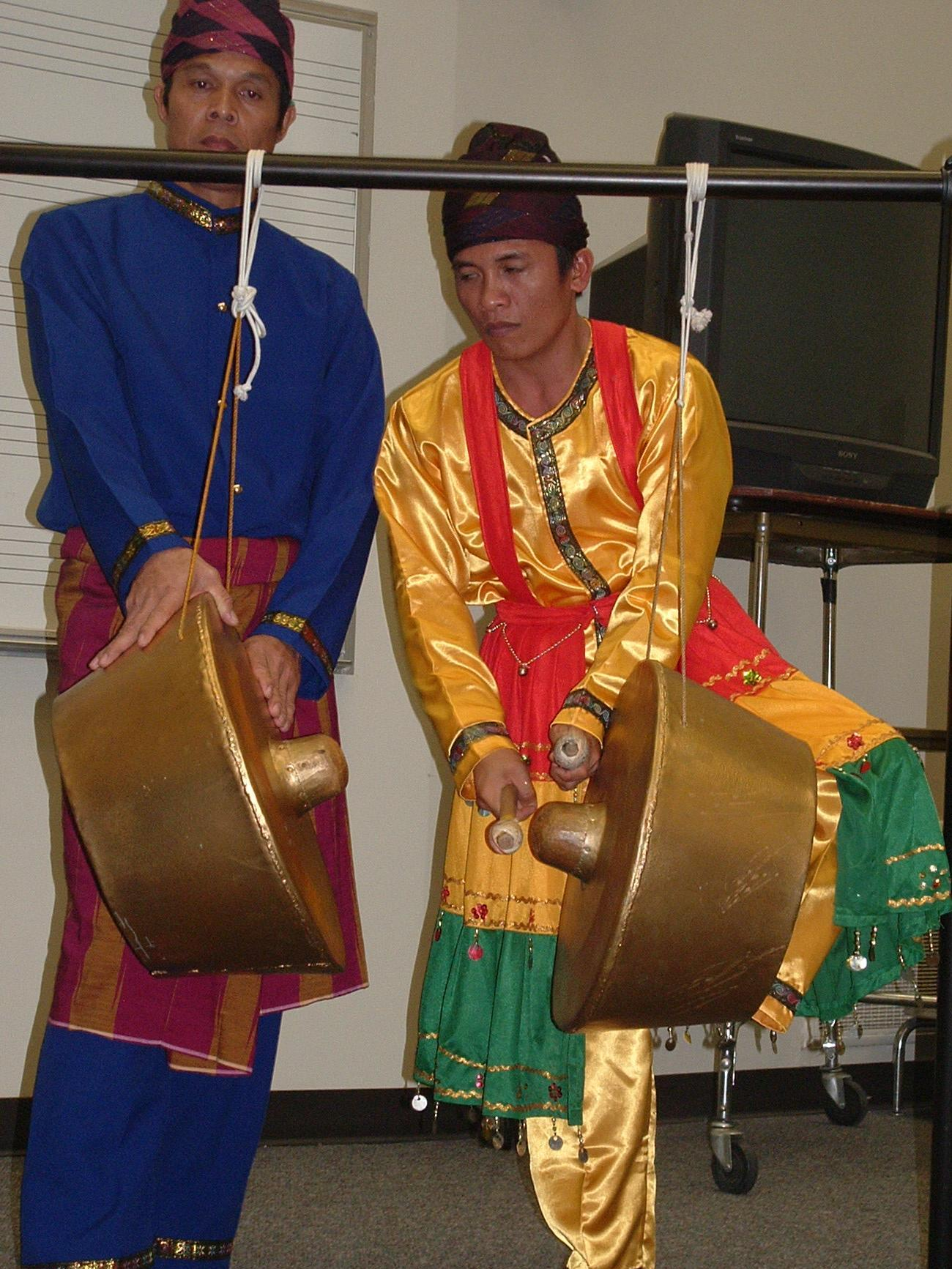
Músicos moros.

Moro é um termo cunhado para a população de muçulmanos indígenas nas Filipinas, formando o maior grupo não-católico  no país, e compreendendo cerca de 5,1% (a partir de agosto de 2007) do total da população das Filipinas.
Há cerca de treze grupos étnicos filipinos incluídos  e a maioria são muçulmanos, a maioria são seguidores do islamismo sunita do maddhab Shafi'i.  O termo "moro" entrou em uso durante o período pré-colonial, baseando-se em um termo utilizado nos séculos anteriores para se referir aos muçulmanos de al-Andalus, no sul da Espanha, conhecidos como "mouros" durante a Reconquista e aplicado aos muçulmanos nativos dentro das ilhas conquistadas.  Tradicionalmente, os indígenas muçulmanos filipinos se sentiram ofendidos com o termo "moro", pois foi tirado das  peças teatrais "Moro-Moro" da era espanhola, em que os muçulmanos eram sempre representados como antagonistas. Na história moderna, grupos influentes, como a Frente Moro de Libertação Nacional (FMLN) abraçaram a identidade moro para unificar todos os grupos muçulmanos nas Filipinas. Isto é diferente da identidade "filipina", uma vez que é mais vista como um epíteto para grupos étnicos cristãos. Além disso, como o conceito moro representa sua herança islâmica distinta, o líder da FMLN Nur Misuari esclarece que eles não são uma parte da maioria da sociedade filipina com um slogan "Moro, não filipino" em sua luta por autonomia ou independência contra o governo central filipino de maioria católica.  Está enraizado desde a resistência ao domínio espanhol e, em seguida, estadunidense que os forçaram a se integrar na moderna república filipina. 
Os moros vivem principalmente em Mindanao, Sulu e Palawan. Devido ao movimento contínuo de seu povo desde o século XVI até os dias atuais, as comunidades moro podem ser encontradas em todas as grandes cidades nas Filipinas, incluindo Manila, Cebu e Davao. Muitos moros também têm migrado para a Malásia, Indonésia e Brunei na última metade do século XX, devido ao conflito no sul das Filipinas. As comunidades mais recentes podem ser encontrados hoje em Kota Kinabalu, Sandakan, Semporna, nas vizinhas Sabah na Malásia,  Kalimantan Setentrional na Indonésia, bem como em Bandar Seri Begawan em Brunei.